# Limnonectes kohchangae
La rana de Kohchang (Limnonectes kohchangae) es una especie de anfibio anuro del género Limnonectes de la familia Dicroglossidae.

## Distribución geográfica
Se encuentra en Camboya, Laos, sur de Vietnam y este de Tailandia, donde su hábitat natural son los bosques tropicales o subtropicales secos, los bosques tropicales húmedos de las tierras bajas, los ríos, las plantaciones y jardines rurales y los antiguos bosques severamente degradados. No está considerada como especie amenazada por la UICN.